# Jean Saurel
Pour les articles homonymes, voir Saurel.
Cet article possède un paronyme, voir Jean Sorel.
Jean Saurel, né le 11 octobre 1924 à Aubervilliers et mort le 20 mai 2020 à Créteil, est un universitaire français. Il est le premier président de l’université Paris-XIII entre 1971 et 1973.

## Biographie[2]
Petit-fils d'instituteur, Jean René Saurel est le fils d'une directrice d'école maternelle et d'un père ingénieur des Arts et Métiers qui, parti de rien, monta de toutes pièces une entreprise de matériel électromagnétique.
Après une licence en sciences-mathématiques, Jean Saurel devient attaché au CNRS affecté au laboratoire des Hautes Pressions créé à Bellevue, dont il devient directeur adjoint après sa thèse. Docteur en sciences physiques en 1958, sa thèse était une contribution à l’étude expérimentale des équations d’état des gaz fortement comprimés à température élevée.
Le 1er octobre 1960, il entre dans l’enseignement supérieur au poste maître de conférences à l’université de Clermont-Ferrand où il fait une carrière rapide. Professeur sans chaire au 1er janvier 1963, il devient professeur titulaire le 1er janvier 1964 et premier assesseur au Doyen en avril de la même année. Il devient conseiller technique du recteur pour les enseignements supérieurs et de technologie en 1966, et il est à l’origine de la création de l’IUT de Mesures Physiques et Techniques biologiques, avant d’être nommé Doyen de la Faculté des Sciences de l’université de Clermont-Ferrand en 1967 (il le restera jusqu’en 1969).
En 1968, il est nommé chargé de mission auprès du ministre de l’Éducation nationale à Saint-Denis pour créer la première université technologique de France au nord de Paris. Il ouvre en novembre 1969 le "Centre universitaire de Saint-Denis Villetaneuse" (qui deviendra par la suite l’Université Paris XIII), créé avec le statut de faculté, où il est nommé Professeur titulaire et qu’il dirige jusqu’en 1971, d’abord comme chargé de mission, puis comme Président du Conseil de gestion ; enfin comme directeur d’UER. Élu vice-président de l’Assemblée constitutive des universités Paris XII et Paris XIII, puis vice-président du Conseil commun aux deux universités, il administre pendant plusieurs mois l’Université Paris XIII par délégation générale avant d’en devenir le président élu en le 23 novembre 1971.
Nommé recteur de l’académie de Créteil entre novembre 1973 et juin 1974, il devient Directeur des Lycées au Ministère de l’Éducation nationale entre 1974 et 1981,. Il est ensuite directeur du Conservatoire national des Arts et Métiers (1981-1987), puis conseiller scientifique du Président du Conseil économique et social (1988-1993). Il participe en 1997 à l’évaluation du Palais de la découverte.
Jean Saurel est décédé le 20 mai 2020, à l'hôpital de Créteil et inhumé à Ganac, en Ariège.

## Distinctions honorifiques
- Officier dans l'ordre national de la Légion d'honneur (1989)[13].
- Officier dans l'Ordre national du mérite (1980)[13].
- Commandeur dans l'Ordre des palmes académiques (1975)[13].

## Hommages
Une place Jean Saurel a été inaugurée en 2010 à l'occasion d'une conférence sur les origines de l'Université Paris 13.

## Articles scientifiques
Jean Saurel. Appareillage pour la détermination des équations d’état des gaz comprimés aux températures élevées : application à l'étude de l'Azote jusqu’à 1 000 kg/cm2 et 1 000 °C. 1958.